# هجوم تكريت 2017
مساء يوم الثلاثاء 4 أبريل 2017، هاجم 7 مقاتلين من تنظيم الدولة الإسلامية مقار أمنية ونقاط تفتيش في مدينة تكريت العراقية، وأسفر الهجوم عن مقتل حوالي 31 شخص بينهم 14 شرطيا وإصابة 40 آخرين.

## تفاصيل
وقع الهجوم في وقت متأخر من ليلة الثلاثاء عندما هاجم مسلحون من تنظيم داعش يرتدون الزي العسكري نقاط التفتيش الأمنية واقتحموا عدة منازل في حي الزهور في تكريت. وأسفرت الاشتباكات عن مقتل ما لا يقل عن خمسة من مقاتلي تنظيم الدولة الإسلامية، وأصيب ثلاثة آخرون بالرصاص بينما فجر اثنان آخران ستراتهم المتفجرة، وفقا لمصدر أمني.
وجاء في بيان على وكالة أعماق الناطقة باسم تنظيم الدولة الإسلامية: «هاجم 7 انغماسيين من الدولة الإسلامية قبل فجر اليوم الأربعاء مدينة تكريت في صلاح الدين واقتحموا مقرا لفوج الطوارئ ودورية تابعة له وقتلوا كافة العناصر فيهما كما أحرقوا سيارتين رباعيتي الدفع... وداهم الانغماسيين منزل مدير مكافحة الإرهاب في المدينة وقاموا بقتله... وفجر الانغماسيون ستراتهم الناسفة ضد عناصر القوات العراقية بعد نفاد الذخائر التي كانوا يحملونها.»